# Томсон, Джей Роберт
Джей Роберт Томсон (англ. Jay Robert Thomson; род. 12 апреля 1986, Крюгерсдорп,  ЮАР) — южноафриканский профессиональный  шоссейный велогонщик, выступающий за команду мирового тура «Qhubeka Assos». Чемпион ЮАР в групповой гонке (2013), чемпион Африки в индивидуальной гонке (2008, 2009) и командной гонке с раздельным стартом (2009).

## Достижения
2007
2-й  - Чемпионат Африки - индивидуальная гонка
3-й  - Чемпионат Африки - групповая гонка
2008
1-й  - Чемпион Африки в индивидуальной гонке
1-й  - Чемпион ЮАР в индивидуальной гонке (U-23)
1-й - Тур Египта — ГК
1-й - этапы 1 и 2
2009
1-й  - Чемпион Африки в индивидуальной гонке
1-й  - Чемпион Африки в командной гонке с раздельным стартом
2-й  - Чемпионат Африки - групповая гонка
3-й - Чемпионат ЮАР - индивидуальная гонка
2010
3-й - Тур Веллингтона — ГК
1-й - этап 3
1-й - этап 2 Тур Лангкави
3-й - Tour of the Battenkill
2011
1-й  - Всеафриканские Игры — командная гонка
2-й  - Всеафриканские Игры — групповая гонка
2012
1-й - этап 1 Тур Португалии
2-й  - Чемпионат Африки — групповая гонка
2-й - Чемпионат ЮАР - индивидуальная гонка
3-й  - Чемпионат Африки — индивидуальная гонка
2013
1-й  - Чемпион ЮАР — групповая гонка
1-й - этап 1 Тур Руанды
2-й - Чемпионат ЮАР — индивидуальная гонка
2014
2-й - Чемпионат ЮАР — индивидуальная гонка
3-й - Чемпионат ЮАР — групповая гонка
2015
2-й  - Чемпионат Африки — групповая гонка
2-й  - Чемпионат Африки — командная гонка
| ГК | Генеральная классификация |

### Гранд-туры
| Гонка           | 2014 | 2015 | 2016 | 2017 |
| --------------- | ---- | ---- | ---- | ---- |
| Джиро д'Италия  | —    | —    | 149  | —    |
| Тур де Франс    | —    | —    | —    | —    |
| Вуэльта Испании | 155  | 123  | —    | —    |

| — | Не участвовал |